# Kamiłata
Kamiłata (bułg. Камилата) – szczyt pasma górskiego Riła, w Bułgarii, o wysokości 2621 m n.p.m.